# سلطة المياه (فلسطين)
سلطة المياه الفلسطينية هي هيئة حكومية غير وزارية تأسست عام 1995 بعد إنشاء السلطة الوطنية الفلسطينية لإدارة ملف المياه في الأراضي الفلسطينية.

## نشأتها
أُنشئت سلطة المياه الفلسطينية في 26 أبريل 1995 بموجب القانون رقم 90 لسنة 1995، والذي نص في مادته الأولى على تشكيل سلطة المياه.
لاحقًا في 18 يناير 1996، أصدر الرئيس الفلسطيني قانون سلطة المياه الفلسطينية، وحدد أهدافها واختصاصاتها ومجلس إدارتها.

## رؤساء سُلطة المياه
| الترتيب | الاسم                               | صورة | تاريخ البدء    | تاريخ الانتهاء |
| ------- | ----------------------------------- | ---- | -------------- | -------------- |
| 1       | نبيل محمد الشريف                    |      | 26 أبريل 1995  | غير متوفر      |
| 2       | فضل سعيد كعوش                       |      | 2004           | 2008           |
| 3       | شداد "أحمد رشاد" "محمد بكر" العتيلي |      | 13 أبريل 2008  | 19 أغسطس 2014  |
| 4       | مازن محمد راتب غنيم                 |      | 19 أغسطس 2014  | 3 سبتمبر 2024  |
|         | زياد الفقهاء (قائم بالأعمال)        |      | 3 سبتمبر 2024  | 15 أكتوبر 2024 |
| 5       | زياد عبد الحميد عبد الرحمن الميمي   |      | 15 أكتوبر 2024 | لا يزال        |

## وصلات خارجية
- الموقع الرسمي لسلطة المياه الفلسطينية